# Csajághy György
Csajághy György (Pécs, 1950. július 24. –) klarinét- és tárogatóművész, zenetanár-népzenekutató, történész, a magyar őstörténet kutatója.

## Munkássága
Általános, középiskolai és zenei tanulmányai után 1973-ban szerzett diplomát a Pécsi Zeneművészeti Főiskolán.
Ezt követően a Pécsi Nemzeti Színházban és a Pécsi Szimfonikus Zenekarban mint klarinét-, basszusklarinét- és szaxofonművész működött. A klasszikus zene művelése mellett szólistaként játszott fúvószenekarokban és népi együttesekben. Magyarország egyik legvirtuózabb tárogatóművésze. 1979 óta főállású fafúvós zeneiskolai tanár. 1996/97-ben a Miskolci Bölcsész Egyesület magánegyetemének őstörténeti tanszékén oktatott. 2002-ben a Pécsi Tudományegyetem Művészeti Karán a magyar népzenéről, ázsiai zenékről, hangszerekről, többek közt az avar sípokról tartott előadásokat. 2010-ben jeles eredménnyel szerzett történész diplomát a PTE Bölcsészettudományi Karán.
Több mint három évtizede foglalkozik a magyar őstörténet kérdéseivel, illetve az ezzel összefüggő összehasonlító népzene tudománnyal. Elsősorban a belső-ázsiai hun utódnépek népdalai és a magyar népzene ősrétege közt fennálló párhuzamokat és a magyar népi hangszerek eredetét vizsgálja. Ennek eredményeként több úttörő munkája jelent meg.
László Gyula nyomán Csajághy György is a szkíta-hun-avar-magyar etnokulturális folytonosság mellett érvel munkáiban a (korábban kizárólagos) finnugor nyelvrokonsággal szemben. Rámutatott arra a „hivatalos” nézetben rejlő ellentmondásra, mely szerint az Ázsiából (minden bizonnyal több hullámban) érkező magyarság a népi hangszereinek zömét az európai népektől vette át, miközben az európai zeneszerszámok zöme (az elfogadott vélemények szerint is) ugyancsak ázsiai eredetű. Kétségbe vonta azt a megkövült nézetet, miszerint az Ázsiából Európába került hangszereket kizárólag Bizánc és az arabok közvetítették. Nézete szerint (a magyarság kialakulásában is szerepet játszó) antik szkíta, szarmata, hun lovas népek előbb megjelentek a Kárpát-medencében, s nyilvánvalóan hoztak magukkal hangszereket. A közvetítésben komoly szerepe lehetett az avaroknak is, különös tekintettel László Gyula (és szellemi elődeinek) „kettős honfoglalás” feltételezésére, mely szerint a késő avar népesség zömmel magyar nyelvű lehetett. Csajághy György Bulgária délnyugati vidékén, Törökország kisázsiai területének déli részén és Trabzon környékén végzett népzenei kutató tevékenységet. Tanulmányúton Iránban is járt. Nyelvismerete: török. Öt könyve és több tucat cikke jelent meg, utóbbiak külföldön is.

## A felgyői avar síplelet
László Gyula felkérésére 1994-95-ben vizsgálta és feldolgozta a felgyői avar kettős sípot. illetve utóbb folyamatosan vizsgálatokat végzett csaknem az összes eddig előkerült avar sípleletek körében is. Csajághy György a 8-9. századból származó felgyői és az ettől eltérő, más ásatásokból előkerült, korábbi időből származó különböző avar sípok vizsgálata kapcsán konkrét kutatási eredményeket mutat fel az avar zene tekintetében. Eszerint az avar zenében komoly szerepet játszhatott a pentatónia (melyet már a bizánci történetíró, Theophylactos Simocatta egyik feljegyzése is sejtetett), és erre utal az, hogy a felgyői kettős síp megfújható skálaváltozatai közül a pentaton variáns volt értékelhető. A kutatási eredmények szerint azonban az avarok a diatónia felé mutató hangrendszereket is jól ismerték. Az avar zenében minden bizonnyal fontos szerepet játszottak a diatonikus skála kezdeményekre épülő dallamok, köztük a dúr hexachord szerkezet. Csajághy újabb vizsgálatai szerint ugyanis az avar sípok meghatározó hangsora dúr hexachord lehetett. Az avar sípokkal kapcsolatos kutatási eredményeit összefüggésbe hozza a magyar zene ősrétegével és az egyes belső-ázsiai, ma is élő hun-utód népek zenéjével. Valószínűsíthető, hogy az avar kettős sípok meghatározó változata bizonyos rácsapó-felcsapó nádnyelvvel és tömlővel működő, egyszerűbb duda-féle hangszer volt, mely kultikus zenei eszközként is működött. Csajághy lehetségesnek tartja a kettős sípok tömlő nélküli használatát is. Ugyanakkor bizonyos abban, hogy az avarok a kettős sípok mellett egyszárú nyelvsípokat is használtak. A fennmaradt avar sípleletek a szürke daru (Grus grus) lábszárából (tibia) készültek, mely körülmény kultikus háttérre is utalhat. Emellett azonban az avar sípok készülhettek nádból, vagy fából is, de ezek az idők folyamán elpusztultak.

## Tagságai
- Magyar Őstörténeti Munkaközösség Egyesület
- Magyar Néprajzi Társaság
- Kőrösi Csoma Társaság
- Zürichi Magyar Történelmi Egyesület
- Magyar Kultúra Lovagrend

## Diszkográfia
- Tárogatómuzsika. AXA, Pécs, 2000. [második kiadás 2009.]

## Publikációi
Megjelent könyvei:
- A felgyői avar síp és történeti háttere. Püski, Budapest, 1998
- A magyar népzene bölcsője: Kelet. Alexandra Kiadó, 1998
- A magyar népzene ősrétegéről és néhány ősi hangszeréről. Dél-Nyírség Bihari Tájvédelmi és Kulturális Értékőrző Egyesület, Debrecen, 1998
- A magyar őstörténet egyes zenei emlékeiről. Magyar Őstörténeti Kiadó, 2001
- A "Lehel-kürt" - A lovas népek kürtjei, rangjelző ivókürtjei. Hun-Idea, 2006

Fontosabb tanulmányai:
- A magyar népzene keleti párhuzamai, eredete őstörténeti vonatkozások tükrében. (in. Zürichi Magyar Történelmi Egyesület, Bp.-Zürich, 1994. 13-50.)
- Gondolatok a magyar népzene eredetéről. (Kapu, IX. évf. 1996/6-7. 38-41).
- A magyar népzene egyes keleti párhuzamai (Turán [új], 1. évf. 1998/2. 28-35.)
- Ősi fúvós hangszerünk: a tárogató-síp. (Magyar Múlt, Magyar Történelmi Társulat, Sidney, XVI. évf. 1999/1-2. 81-91.)
- A „táltossíptól” a „körtemuzsikáig”. A honfoglaló magyarság egyik zenei emléke: a tatai cserépsíp, annak hangszertörténeti, valamint a magyar őstörténettel kapcsolatos és egyéb összefüggései.  (Turán [új], II. évf. 1999/6. 121-154.)
- Néhány gondolat a magyar őstörténetről ill. a magyar népzenekutatás és az őstörténet összefüggéseiről (Több helyütt, köztük: Prágai Tükör, VIII. évf. 2-3., 46-51. Prága, 2000., in. A honfoglaló magyarság állama, kultúrája, és az ősi vastermelés, IV. somogyfajszi konferencia tanulmányai, Dunaújváros, 2000. 171-181., in. „Magyarország és Azerbajdzsán: A kultúrák párbeszéde” II., IV. nemzetközi tudományos konferencia, Azerbajdzsáni Nagykövetség, Bp. 2010. 112-119.)
- Az ősi magyar hitvilág és hiedelemvilág egyes elemei a magyar népzenében (in. A honfoglaló magyarság állama kultúrája és az ősi vastermelés, VII. somogyfajszi konferencia tanulmányai, Dunaferr-Somogyország Archeometallurgiai Alapítvány, Dunaújváros, 2003. 59-151.)
- A magyar énekes népzene keleti gyökereiről (Kapu, XVII. évf. 2004/11-12. 41-48.)
- A magyar altatódalok egy különös szaváról (Eleink, V. évf. 2006/2. 28-45.)
- Kérdések a „Lehel kürtjéről”[halott link] (História, XXX. évf. 2008/4-5. 65-67.)
- A magyar őstörténet káosza (Valóság, 54. évf. 2011/5. 68-86.)
- Híradás a legújabban előkerült avar sípról (A Nyíregyházi Jósa András Múzeum Évkönyve, Nyíregyháza, LIII. évf. 2011. 113-130.)
- Néhány nyelvi és ritmikai összefüggés a magyar népzenében (Valóság, 55. évf. 2012/11. 18-32.)
- A magyar népzene egyes nyelvi-ritmikai kapcsolatai (in. Fogalom, hang, gyök, [Nemzetközi Czuczor-Fogarasi Konferencia 2012. kötete], Magyar Anyanyelvkutató és Tanításfejlesztő KFT., Bp. 2012. 322-338.)
- Magyar ősiség a Kárpát-medencében? (Valóság, 2014. (57. évf.) 1. sz. 56-83.)
- Indián rokonok? Indián ősmagyarok? (Magyar Hüperión, 2015. (3. évf.) 2. sz. 198-221.)
- Az etruszk–magyar „rokonságról” (Valóság, 2015. (58. évf.) 10. sz. 88-107.)
- Szkíták, kelták, magyarok (Kapu, XXVIII. évf. 2016/1. 66-72. és 2016/2. 59-65.)
- Összefoglaló gondolatok a magyar népzenéről és a népi gyökerű műzenéről (Acta Historica Turiciensia, Zürichi Magyar Történelmi Egyesület, 31. évf. 2016/5. 55-128.)
- Gondolatok Paál Zoltán: Arvisura-igazszólás című művéről (Valóság, 60. évf. 2017/4. sz. 39-60.)
- Gondolatok a magyar őstörténetről (Kapu, XXIX. évf. 2017/6-7. 69-77.)
- Az „Iszfaháni kódex” (Valóság 62. évf. 4. sz., 2019. április)